# MWC 147
MWC 147 (HD 259431, V700 Monocerotis) – gwiazda typu Herbig Ae/Be znajdująca się w fazie formowania. Jest położona w gwiazdozbiorze Jednorożca w odległości około 2600 lat świetlnych.
Gwiazda MCW 147 była obserwowana w zakresie bliskiej i średniej podczerwieni. W bliskiej podczerwieni zbadano materię o temperaturze kilku tysięcy kelwinów i stwierdzono, że znajduje się ona w najbardziej wewnętrznych rejonach dysku protoplanetarnego. W średniej podczerwieni badano chłodniejszą materię, która znajduje się w bardziej zewnętrznych rejonach dysku. Obserwacje te wykazały, że dysk wokół gwiazdy dysk rozciąga się na 100 jednostek astronomicznych. Powstały w badaniach model zakłada, że gwiazda zwiększa swoją masę w tempie 7/1000000 mas Słońca rocznie czyli równowartość około dwóch mas Ziemi na rok.
MCW ma masę 6,6 M☉ i jest w wieku młodszym niż 500 000 lat. Oznacza to, że życie tej gwiazdy będzie trwać 35 milionów lat.